# Premier Division 2001-2002 (Irlanda)
L'edizione 2001-2002 della League of Ireland Premier Division è stata vinta per la decima volta dallo Shelbourne.
Il campionato venne disputato da 12 squadre che si affrontarono 3 volte ciascuna, per un totale di 33 giornate.

## Classifica finale
|  |     | Classifica finale 2001-2002 | Pt | G  | V  | N  | P  | GF | GS | DR  |
|  | --- | --------------------------- | -- | -- | -- | -- | -- | -- | -- | --- |
|  | 1.  | Shelbourne                  | 63 | 33 | 19 | 6  | 8  | 50 | 28 | +22 |
|  | 2.  | Shamrock Rovers             | 57 | 33 | 17 | 6  | 10 | 54 | 32 | +22 |
|  | 3.  | St Patrick's                | 53 | 33 | 20 | 8  | 5  | 59 | 29 | +30 |
|  | 4.  | Bohemians                   | 52 | 33 | 14 | 10 | 9  | 57 | 32 | +25 |
|  | 5.  | Derry City                  | 51 | 33 | 14 | 9  | 10 | 42 | 30 | +12 |
|  | 6.  | Cork City                   | 49 | 33 | 14 | 7  | 12 | 48 | 39 | +9  |
|  | 7.  | UCD                         | 48 | 33 | 12 | 12 | 9  | 40 | 39 | +1  |
|  | 8.  | Bray Wanderers              | 46 | 33 | 12 | 10 | 11 | 54 | 45 | +9  |
|  | 9.  | Longford Town               | 40 | 33 | 10 | 10 | 13 | 41 | 51 | -10 |
|  | 10. | Dundalk                     | 39 | 33 | 9  | 12 | 12 | 37 | 46 | -9  |
|  | 11. | Galway Utd                  | 19 | 33 | 5  | 4  | 24 | 28 | 73 | -45 |
|  | 12. | Monaghan Utd                | 12 | 33 | 2  | 6  | 25 | 19 | 85 | -66 |

*Nota bene: vennero retrocesse 3 squadre poiché dalla stagione successiva si passò a 10 squadre partecipanti anziché 12.

### Verdetti
- Shelbourne campione d'Irlanda 2001-2002.
- Shelbourne ammesso al primo turno di qualificazione alla UEFA Champions League 2002-2003.
- Shamrock Rovers e Dundalk[4] ammesse al turno di qualificazione di Coppa UEFA 2002-2003.
- St. Patrick's Athletic ammesso al primo turno di Coppa Intertoto 2002.
- Dundalk, Galway United e Monaghan United retrocesse in FAI First Division.

#### La penalizzazione del St. Patrick's
Ad inizio stagione il club fu penalizzato di 9 punti per aver schierato un giocatore in condizioni non regolari nelle prime 3 partite della stagione. Questa decisione fu revocata dopo un lungo processo e la penalizzazione annullata.
In seguito fu penalizzato di 15 punti per aver schierato Mbabazi in condizioni non regolari nelle prime 5 partite della stagione; il giocatore venne infatti registrato alla lega solo il 12 settembre 2001, a campionato già iniziato da agosto.
Il St. Pats si difese dicendo che il giocatore era stato regolarmente registrato la stagione precedente ma, stavolta, la Federazione respinse il ricorso e vennero confermati i 15 punti di penalizzazione.
Il St. Patrick's disputò un'ottima stagione (20 vittorie su 33 partite) e terminò il campionato con 53 punti - che sommati ai 15 di penalizzazione diventano 68 - laureando i Saints come teorici vincitori del campionato.

## Statistiche

### Squadre
- Maggior numero di vittorie:  St Patrick's (20)
- Minor numero di sconfitte:  St Patrick's (5)
- Migliore attacco:  St Patrick's (59 gol fatti)
- Miglior difesa:  Shelbourne (28 gol subiti)
- Miglior differenza reti:  St Patrick's (+30)
- Maggior numero di pareggi:  Galway Utd (4)
- Maggior numero di sconfitte:  Monaghan Utd (25)
- Minor numero di vittorie:  Monaghan Utd (2)
- Peggiore attacco:  Monaghan Utd (19 gol fatti)
- Peggior difesa:  Monaghan Utd (85 gol subiti)
- Peggior differenza reti:  Monaghan Utd (-66)

### Classifica marcatori
|  | Gol | Marcatore    | Squadra         |
|  | --- | ------------ | --------------- |
|  | 21  | Glen Crowe   | Bohemians       |
|  | 14  | Jason Byrne  | Bray Wanderers  |
|  | 14  | Sean Francis | Shamrock Rovers |
|  | 14  | Mbabazi      | St Patrick's    |
|  | 12  | Tony Grant   | Shamrock Rovers |